# Edi Rada
Edward Anton Richard „Edi” Rada (ur. 13 września 1922 w Wiedniu, zm. 13 lipca 1997 w North Vancouver) – austriacki łyżwiarz figurowy, startujący w konkurencji solistów. Brązowy medalista olimpijski z St. Moritz (1948), brązowy medalista mistrzostw świata (1949), mistrz Europy (1949), mistrz Niemiec (1943) oraz 8-krotny mistrz Austrii (1939–1942, 1946–1949).
Po zakończeniu kariery amatorskiej przez pewien czas występował w rewii Ice Capades, ale zrezygnował z pokazów i w 1952 roku rozpoczął pracę trenerską w klubie łyżwiarskim Hamilton Skating Club w Ontario. W latach 1953–1959 pracował w Vancouver Skating Club. W 1957 roku ożenił się z Beverly i osiedlił w Vancouver. 
Pod koniec życia miał problemy z sercem, zmarł w wyniku zawału w wieku 75 lat.

## Osiągnięcia
| Zawody               | 1938           | 1939           | 1940           | 1941           | 1942           | 1943           | 1944           | 1945           | 1946           | 1947           | 1948           | 1949           |                |                |                |                |                |
| Międzynarodowe       | Międzynarodowe | Międzynarodowe | Międzynarodowe | Międzynarodowe | Międzynarodowe | Międzynarodowe | Międzynarodowe | Międzynarodowe | Międzynarodowe | Międzynarodowe | Międzynarodowe | Międzynarodowe | Międzynarodowe | Międzynarodowe | Międzynarodowe | Międzynarodowe | Międzynarodowe |
| -------------------- | -------------- | -------------- | -------------- | -------------- | -------------- | -------------- | -------------- | -------------- | -------------- | -------------- | -------------- | -------------- | -------------- | -------------- | -------------- | -------------- | -------------- |
| Igrzyska olimpijskie |                |                |                |                |                |                |                |                |                |                | 3              |                |                |                |                |                |                |
| Mistrzostwa świata   | 7              | 4              |                |                |                |                |                |                |                |                | WD             | 3              |                |                |                |                |                |
| Mistrzostwa Europy   | 7              | 4              |                |                |                |                |                |                |                |                | 3              | 1              |                |                |                |                |                |
| Krajowe              |                |                |                |                |                |                |                |                |                |                |                |                |                |                |                |                |                |
| Mistrzostwa Niemiec  |                | 2              |                | 2              |                | 1              |                |                |                |                |                |                |                |                |                |                |                |
| Mistrzostwa Austrii  | 2              | 1              | 1              | 1              | 1              |                |                |                | 1              | 1              | 1              | 1              |                |                |                |                |                |